# Half-Earth
 (septembre 2018).
Half-Earth (anglais : Half-Earth) est un livre sur l'évolution écrit par Edward Osborne Wilson, publié en 2016.